# The Word as Law
The Word as Law – tytuł drugiego LP zespołu Neurosis, oryginalnie wydanego w 1990 roku przez wytwórnię Lookout! Records. To ostatnia płyta, na której zespół prezentuje typowo hardcore'owe granie, niemające nic wspólnego z ich późniejszymi dokonaniami.

## Spis utworów
1. Double-Edged Sword
2. The Choice
3. Obsequious Obsolescence
4. To What End?
5. Tomorrow's Reality
6. Common Inconsistencies
7. Insensitivity
8. Blisters

Nowe wydania tego albumu zawierają dodatkowo utwory z poprzedniej płyty "Pain of Mind" oraz z singlii, w tym także cover utworu Joy Division "Day of the Lords".
1. "Life on Your Knees" – 2:54
2. "Pain of Mind" – 3:10
3. "Grey" – 3:01
4. "United Sheep" – 3:15
5. "Pollution" – 4:09
6. "Day of the Lords" – 5:17
7. "Untitled" – 10:41